# Hermsdorf (Wüstung)
Die Wüstung Hermsdorf (auch Hermersdorf) befindet sich zwischen den Orten Strauch und Oelsnitz an der nördlichen Grenze des sächsischen Landkreises Meißen. Die Ortslagen der beiden sächsischen Orte Strauch und Oelsnitz befinden sich jeweils in etwa einem Kilometer Entfernung. Die Ortslage der bereits zum Land Brandenburg gehörenden Schradengemeinde Hirschfeld befindet sich etwa zwei Kilometer nördlich der Wüstung.

## Geschichte
Der Großenhainer Heinrich Klettenberg erhielt vom Meißner Burggrafen Heinrich von Meißen 1406 unter anderem die Hermanstorffer Güter, da das Dorf ein Lehen der Burggrafen zu Meißen war. 1423 taucht in den alten Urkunden Hans Swencz als Lehnsinhaber von Hermsdorf auf.
1551 hatten die Bewohner der südlich der Wüstung gelegenen Gemeinde Krauschütz das Recht, die Trift und die Hutung auf den Fluren der Wüstung auszuüben. 1582 kam es deswegen zu einem Streit zwischen Hieronymus von Köckritz und Krauschütz. 1586 gehörte die Wüstung zur Grundherrschaft des Rittergutes Walda.
Entwicklung des Ortsnamens
- 1406: Hermanstorff
- 1423: Hermsdorf
- 1426: Hermanstorff
- 1465: Hermeßdorff
- 1586: Hermßdorffische wüste fluhr
- 1809: Hermsdorfer Lehden